# قرص ضدبارداری

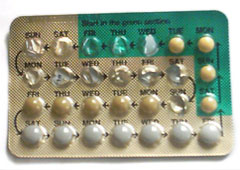
یک بسته قرص ضدبارداری Levlen®ED

قرص ضدبارداری (Oral contraceptive pill , OCP, Combined oral contraceptive pill) به گروهی از داروهای خوراکی به شکل قرص گفته می‌شود که برای پیشگیری از بارداری مصرف می‌شوند. این داروها از پرکاربردترین روش‌های پیشگیری از بارداری در سراسر جهان هستند و نقشی انقلابی در جوامع انسانی داشته‌اند. مصرف این قرص‌ها از ابتلا به بیماری‌های آمیزشی نظیر ایدز پیشگیری نمی‌کند و فقط برای پیشگیری از بارداری هستند. در مورد کنترل جمعیت در پاپیروس مصر نوشته شده است و برای جلوگیری از بارداری ناخواسته از صمغ اکاسیا و مانند ان استفاده میشده است، در پزشکی باستان از نوعی زیره و از دارچین برای پیشگیری از بارداری و نیز سقط استفاده میشد.
دروژسترون و به صورت تجاری در دهه ۴۰ میلادی به صورت دلروی پروژستینی و بعدها اولین قرص های ترکیبی در دهه ۶۰ میلادی وارد بازار شدند
(البته در ابتدا مشکلات زیادی از جمله اکتوپیک پرگننسی وجود داشت که با تنظیم دوز و نسبت دو جزء استروژنی و پروژستینی مشکلات اولیه حل شد)و در نهایت کنترل جمعیت را به صورت موثر تحت تاثیر قرار دادند.

## تاریخچه
در ابتدای قرن بیستم تعدادی از دانشمندان اروپایی همچون Beard, Prenant و Loeb متوجه نقش ترشحات جسم زرد در جلوگیری از تخمک‌گذاری شدند. در سال ۱۹۲۷ دانشمندی اتریشی موفق شد با این ترشحات نازایی موقت در موش‌ها ایجاد کند. در ۱۹۳۷ Makepeace نشان داد که پروژسترون خالص می‌تواند تخمک‌گذاری را در خرگوش مهار کند. Astwood و Fevold یافته مشابهی را در ۱۹۳۹ و در مورد موش‌ها گزارش کردند. در نهایت در سال ۱۹۵۰ Pincus ,Garcia و Rock اثر ترکیبی از پروژسترون و ۱۹-نور پروژستین را در مهار تخمک‌گذاری زنان گزارش کردند.
یکی از ترکیب‌های مورد استفاده نوراتینودرل بود که در مطالعات اولیه درصد کمی ناخالصی با مسترانول داشت. دانشمندان با حذف مسترانول از ترکیب، متوجه کاهش اثر ضدبارداری و بروز خون‌ریزی تخریبی (Breakthrough bleeding) شدند؛ بنابراین مسترانول را به ترکیب اضافه کردند.
در سال ۱۹۵۰ اولین کارآزمایی بالینی در مورد مصرف قرص‌های ترکیبی ضدبارداری در هائیتی و پورتوریکو انجام شد که با موفقیت صددرصد ترکیب نوراتینودرل-مسترانول در پیشگیری از بارداری مواجه شد. در سال ۱۹۵۹ ENOVID (ترکیب ۹٫۸۵ میلی‌گرم نوراتینودرل و ۱۵۰ میکروگرم مسترانول) برای مصرف در برخی اختلالات خون‌ریزی زنان مورد تأیید سازمان غذا و داروی ایالات متحده آمریکا (FDA) قرار گرفت و در نهایت در ۹ مه سال ۱۹۶۰، این سازمان، این دارو را جهت مصرف در پیشگیری از بارداری مورد تأیید قرار داد. (در حال حاضر در آمریکا از فهرست دارویی خارج شده‌است). در سال ۱۹۶۰ اولین داروهایی که تنها شامل پروژسترون بودند و همچنین انواع تزریقی طولانی‌اثر این ترکیبات هورمونی جهت پیشگیری از بارداری معرفی شدند.
پس از آن میلیون‌ها زن به مصرف این قرص‌ها رو آوردند تا این‌که پس از مدتی، گزارش‌هایی مبنی بر اثرات جانبی این دارو به‌دست آمد. تحقیقات بعدی نشان داد که این عوارض با دوز ترکیبات قرص مرتبط است؛ بنابراین قرص‌های جدیدی طراحی شدند که دوز کمتری از هورمون‌ها را داشتند (قرص‌های نسل دوم، ال‌دی). با افزایش مصرف ترکیبات دوفازی یا سه‌فازی در ۱۹۸۰ دوز هورمون‌ها در این قرص‌ها کاهش بیشتری داشت به‌طوری‌که می‌توان این دوز را کم‌ترین مقداری که می‌تواند به‌طور مؤثری جلوی بارداری را بگیرد دانست. در ۱۹۹۰ نسل سوم این قرص‌ها (CYCLEN و DESOGEN) که شامل ترکیب پروژسترون با اثرات کاهش‌یافتهٔ آندروژنی بودند به بازار آمدند.

## ترکیب دارویی
دو نوع اصلی از این قرص‌ها وجود دارد:
1. قرص‌های ترکیبی استروژن و پروژسترون که شامل انواع تک‌فازی (میزان ترکیبات در کل دورهٔ مصرف ثابت است)، دوفازی و سه‌فازی.
2. قرص‌های شامل پروژسترون به تنهایی[۵]

### استروژن
استروژن مورد استفاده در قرص‌های رایج فعلی معمولاً شامل اتینیل‌استرادیول یا مسترانول است. مسترانول برای فعال بودن باید به اتینیل‌استرادیول تبدیل شود و از لحاظ اثربخشی، ضعیف‌تر است.

### پروژسترون
انواع مختلفی از پروژستینها وجود دارند که بسته به اثرات استروژنی یا ضد استروژنی (به‌علت تبدیل متابولیت‌هایشان به ترکیبات استروژنی) یا اثرات آندروژنی‌شان (به‌علت شباهت ساختاری با تستوسترون) به‌کار می‌روند. حسن قرص‌های ضدبارداری نسل سوم در این است که پروژسترون‌های آن‌ها اثرات استروژنی نداشته و اثرات آندروژنی بسیار کمی دارد. این مسئله در مورد عوارض شایعی همچون افزایش وزن و آکنه بسیار مورد توجه است.

## انواع تجاری

### انواع رایج موجود در ایران
- قرص تنسی (Tansy) یک قرص اورژانسی پیشگیری از بارداری است که می‌تواند طی ۷۲ ساعت (۳ روز) پس از آمیزش جنسی محافظت‌نشده یا شکست در روش‌های معمول پیشگیری از بارداری استفاده شود.
- قرص اچ‌دی Contraceptive HD شامل ۰٫۵ میلی‌گرم لوونورژسترول و ۵۰ میکروگرم اتینیل‌استرادیول که امروزه به‌دلیل عوارض جانبی زیادش به ندرت تجویز می‌شود.
- ال‌دی Contraceptive LD شامل ۰٫۳ میلی‌گرم لوونورژسترول و ۳۰ میکروگرم اتینیل‌استرادیول. LD مخفف Low Dose به معنای «دوز پایین» است.[۷]
  - در موارد جلوگیری از بارداری پس از مقاربت یا اورژانسی، تعداد قرص‌های مصرفی را افزایش ندهید؛ زیرا دوز بیش از حد دارو عوارض جانبی جدی را به همراه خواهد داشت. برای اطمینان بیشتر و اثربخشی بهتر دارو، زمان آغاز مصرف اهمیت دارد و بهتر است در ۱۲ ساعت اول بعد از آمیزش جنسی دارو مصرف شود.[۸]
- دی‌ئی Contraceptive DE شامل ۰٫۱۵ میلی‌گرم دزوگسترل (Desogestrel) و ۳۰ میکروگرم اتینیل‌استرادیول
- سه‌فازی (Contraceptive Triphasic) (نام تجاری: Triphasil) شامل لوونورگسترول و اتینیل‌استرادیول (در سه مرحله و شامل ۲۱ قرص است)
- قرص شیردهی، (Minipil) شامل مقادیری اندک پروژستین است. (در ایران ۳۰ میکروگرم لوونورژسترول)[۹]

### سایر انواع تجاری
انواع مختلفی از ترکیبات برای تولید این قرص‌ها در بازار به صورت تجاری تولید می‌شوند. تمامی این ترکیبات با تغییر در انواع مختلف استروژن و پروژسترون و دوز آن‌ها ساخته می‌شوند.

### توقف ارائهٔ خدمات پیشگیری از بارداری
در ۲۵ خرداد ۱۳۹۹، مسئول جمعیت در وزارت بهداشت ایران گفت ارائهٔ خدمات پیشگیری از بارداری در مراکز دولتی متوقف شده و توصیهٔ قبلی وزارت بهداشت مبنی بر رعایت سه تا پنج سال به‌عنوان فاصلهٔ ایمن بین دو بارداری نیز به ۱۸ تا ۲۴ ماه کاهش یافته‌است.

## مکانیزم اثر
استروژن و پروژسترون موجود در این قرص‌ها اثر اصلی خود را با تأثیر مهاری بر عملکرد گنادوتروپین‌ها بروز می‌دهند. این سازوکار شامل سرکوب ترشح هورمون لوتئینی (LH) و هورمون محرکهٔ فولیکولی (FSH) در خون و جلوگیری از صعود میان‌چرخه‌ای هورمون لوتئینی است. همچنین این ترکیب روی ترشحات مخاط گردن رحم، اندومتر و حرکت و ترشحات لوله‌های رحمی اثر می‌گذارد و باعث کاهش احتمال شدید بارداری می‌شود.

## روش مصرف

دوره قاعدگی (قرمز)، باروری (آبی) و ناباروری (سبز) به‌طور تقریبی

بسته به نوع مورد استفاده تفاوت‌های اندکی در مصرف این قرصها وجود دارد اما اصول کلی یکسان است. قرص‌های ترکیبی معمولاً ۲۱ تایی بوده و فرد هر روز یک قرص را مصرف می‌کند و سپس ۷ روز قرص نمی‌خورد که معمولاً در این ۷ روز خون‌ریزی قاعدگی اتفاق خواهد افتاد. معمولاً شروع دارو در ابتدای یک چرخه قاعدگی یا برای سهولت به خاطر سپاری مصرف قرصها در نزدیکترین یک شنبه به شروع یک خون‌ریزی قاعدگی خواهد بود. تا ۷ روز بعد از شروع قرصها لازم است که از یک روش پیشگیری جایگزین نیز استفاده شود.
فایده شروع استفاده از قرص‌ها در روز تعطیل این است که فرد احتمالاً در آخر هفته خون‌ریزی نخواهد داشت. اگر در کشوری جمعه تعطیل باشد، در واقع روش فوق به صورت شروع از اولین جمعه پس از شروع قاعدگی خواهد بود.

## اثرات جانبی و عوارض
بلافاصله پس از شیوع مصرف این قرص‌ها نگرانی در مورد اثرات جانبی این داروها بالا گرفت. با این حال مطالعات نشان داد که بسیاری از عوارض این داروها وابسته به دوز بوده و با کاهش دوز میزان عارضه کاهش می‌یابد. با داروهای امروزی احتمال بروز این عوارض بسیار کاهش یافته‌است.

### سرطان
- بزرگ‌ترین نگرانی در مورد اثرات سرطان‌زایی در مورد سرطان پستان وجود دارد. وزرات بهداشت ایران دربارهٔ احتمال خطر افزایش سرطان پستان در مصرف‌کنندگان هشدار داده‌است.[۱۴] در مطالعات اخیر نشان داده شده که این افزایش ریسک در زنان جوان و میانسال بسیار کم (۲/۱ تا ۱/۱ برابر) است که ۱۰ سال پس از قطع قرص‌ها این ریسک با فرد عادی برابر می‌شود. با این حال در صورت بروز سرطان پستان در یک زن که هیچ‌گاه این قرص‌ها را مصرف نکرده، سرطان بیشتر محدود به پستان بوده و احتمال انتشار، کمتر و درمان راحت‌تر خواهد داشت.[۱۵]
- قرص‌های ضدبارداری خوراکی باعث افزایش دو برابر ریسک سرطان دهانه رحم می‌شوند (تنها در افرادی که بالای ۵ سال این قرص‌ها را مصرف کرده و مبتلا به عفونت ویروس پاپیلوم انسانی باشند).[۱۶]

#### اثرات ضدسرطان
- قرص‌های ترکیبی ضدبارداری اثر خوبی در کاهش ریسک سرطان آندومتر رحم دارند که تا ۱۵ سال بعد از قطع قرص این اثر محافظتی ماندگار است. همچنین این قرص‌ها در زمان مصرف، احتمال بروز سرطان تخمدان را کاهش می‌دهند. همچنین اخیراً شواهدی یافت شده که نقش این قرصها در کاهش سرطان کولورکتال را مطرح می‌کنند.[۱۷]

### عوارض قلبی عروقی
در افراد جوان غیرسیگاری و بدون ریسک فاکتور بیماری‌های قلبی-عروقی ریسک بروز عوارضی همچون سکته قلبی و سکته مغزی با مصرف این قرص‌ها افزایش قابل توجهی نمی‌یابد. اثبات شده که این داروها ۲۸ درصد ریسک تروبوآمبولی وریدی را افزایش می‌دهند اما با توجه به شیوع ناچیز این عوارض در زنان بدون زمینهٔ قبلی، این افزایش ریسک اهمیت ندارد. مصرف انواع قدیمی (اچ‌دی) این داروها باعث ایجاد فشار خون بالا در ۴ تا ۵ درصد زنان سالم می‌شود و در ۱۵ درصد زنان مبتلا به فشار خون بالا، فشار خون را افزایش می‌دهد؛ که این عارضه نیز در داروهای نسل جدیدتر، کمتر مشاهده می‌شود.

### اثرات متابولیک و غده درون‌ریز
مطالعات روی انواع اولیهٔ این قرص‌ها اثر منفی آن‌ها در تحمل گلوکز را نشان دادند که با افزایش قند خون قابل مشاهده بود. با قرص‌های فعلی این اثرات کمتر مشاهده می‌شود. همچنین ترکیبات جدید، تأثیر قابل توجهی روی چربی‌های خون ندارند.

### سایر اثرات و عوارض
به‌طور کلی این قرص‌ها می‌توانند باعث تهوع، ورم و سردرد (شامل تشدید سردردهای میگرنی) در بعضی افراد شوند. ممکن است لکه‌بینی (Breakthrough bleeding) در طول دورهٔ ۲۱ روزهٔ مصرف قرص، مشاهده شود. همچنین در برخی، خون‌ریزی بعد از قطع دارو ممکن است ایجاد نشود که منجر به شک به حاملگی می‌شود. از دیگر اثرات ناشی از پروژسترون‌های قدیمی می‌توان به مردمویی و آکنه اشاره کرد.

### اثرات قرص‌های پروژسترونی
خونریزی و لکه‌بینی‌های نامنظم شایع است؛ که بعد از مصرف بلندمدت، کمتر می‌شوند. این قرص‌ها هیچ نوع عارضه ترومبوآمبولیک ندارند. احتمال بروز مردمویی و آکنه وجود دارد. افزایش وزن در صورت مصرف انواع ترکیبی با پروژسترون‌های قدیمی شایع است.
همچنین با مصرف این قرص‌ها احتمال کاهش اچ‌دی‌ال (کلسترول خوب خون) و افزایش ال‌دی‌ال (کلسترول بد خون) وجود دارد؛ که آن را ناشی از کاهش استروژن می‌دانند. به همین ترتیب کاهش تراکم استخوان (ریسک پوکی استخوان) به‌دلیل ذکر شده وجود دارد.

## تداخلات دارویی
به‌علت اثر روی ساخت پروتئین‌های کبدی این قرص‌ها با بسیاری داروها تداخل دارند؛ که مهم‌ترین آن‌ها عبارت‌اند از:
- ممکن است در مصرف همراه با آنتی‌بیوتیک‌هایی چون پنی‌سیلین، سولفونامیدها، تتراسایکلین، ریفامپین و گریزئوفولوین کاهش اثربخشی این قرص‌ها دیده شود.
- مصرف هم‌زمان با این داروها اثربخشی این قرص‌ها را کاهش می‌دهد: فنوباربیتال، کاربامازپین، فنی‌توئین و بسیاری از داروهای ضد تشنج دیگر.[۶]
- این داروها باعث افزایش انعقادپذیری خون شده و می‌توانند باعث کاهش اثربخشی داروهای ضدانعقاد خون همچون وارفارین شوند. در صورت مصرف هم‌زمان قرص‌های ضدبارداری با داروهای ضدانعقاد خوراکی لازم است دوز داروهای ضدانعقاد خوراکی مجدداً تنظیم گردد.
- این داروها ممکن است نتایج آزمایشگاهی مربوط به تست تحمل گلوگز و ارزیابی هورمون‌های تیروئید، گلوکوکورتیکوئیدها و هورمون‌های‌جنسی را تغییر دهند.[۲۳]
- قرص‌های ضدبارداری خوراکی ممکن است آمنوره ایجاد کنند و در تأثیر بروموکریپتین اختلال نمایند.[۸]
- دانترولین و سایر داروهای ایجادکنندهٔ سمیت کبدی در صورت مصرف هم‌زمان با ضدبارداری‌های خوراکی ممکن است خطر بروز عوارض کبدی را افزایش دهند.
- استروژن موجود در قرص‌های ضدبارداری تأثیر تاموکسیفن را دچار اختلال می‌کند.[۸]
- قرص‌های ضدبارداری خوراکی ممکن است تأثیر داروهایی مانند استامینوفن، لورازپام، اگزازپام، کلوفیبرات و سالیسیلات‌ها را کاهش دهند.
- قرص‌های ضدبارداری خوراکی تأثیر و عوارض داروهایی مانند ضدافسردگی‌های سه‌حلقه‌ای، برخی بنزودیازپین‌ها، کافئین، کورتیکواستروئیدها و تئوفیلین را افزایش می‌دهند.[۸]